# Полоз чорносмугий
Полоз чорносмугий (Scolecophis atrocinctus) — єдиний представник роду неотруйних змій Полоз-сколекофіс родини Вужеві.

## Опис
Загальна довжина досягає 70 см. Голова маленька з маленькими очима. Тулуб тонкий з гладенькою лускою. Забарвлення помітне: чергуються чорні та білі кільця навколо тулуба, на кожному білому кільці зверху є блискуча червона пляма. Навколо морди добре помітна біла смуга.

## Спосіб життя
Полюбляє у вологих долинах та лісах. Харчується сороконіжками та іншими безхребетними.
Це яйцекладна змія.

## Розповсюдження
Мешкає від Гватемали до Коста-Рики.